# Marmite (ustensile)
Pour les articles homonymes, voir Marmite.
Ne doit pas être confondu avec Chaudron (récipient).

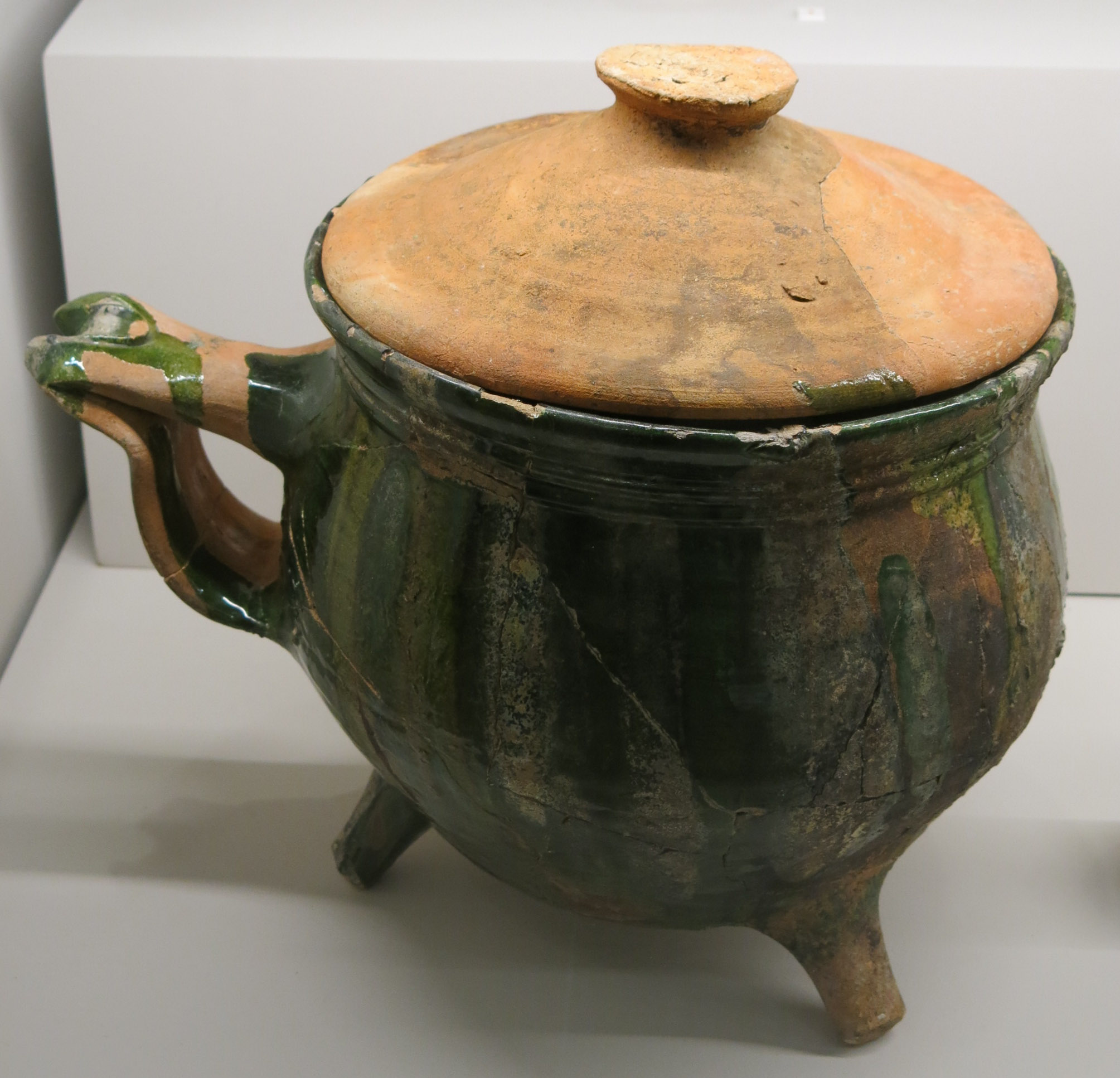
Marmite tripode en terre vernissée du début du XVIIe siècle. Le couvercle est muni d'un bouton de préhension central.

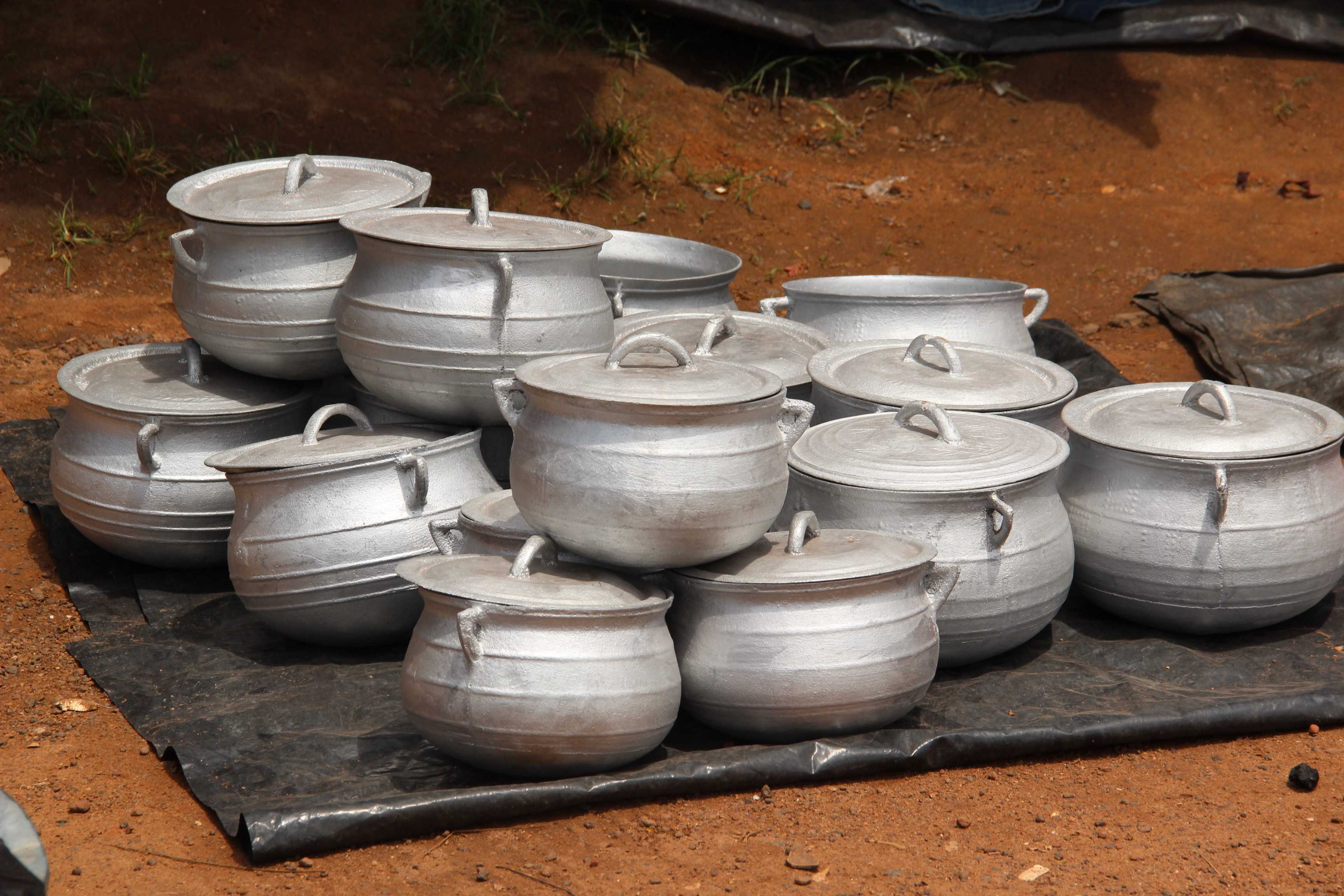
Marmites en aluminium, en Côte d'Ivoire.

Une marmite est un récipient et ustensile de cuisine muni d'un couvercle et de poignées latérales, en céramique ou en métal, utilisé pour faire cuire des aliments. 

## Étymologie
Le nom a été créé par substantivation de l’adjectif marmite, « hypocrite » en ancien français, cette étymologie s'expliquant du fait que la marmite étant profonde et fermée par un couvercle, son contenu est caché « aux curieux », par opposition, par exemple, à une poêle qui est plate et ouverte.

## Historique
Traditionnellement, la marmite dite « huguenote » était une marmite de terre, sans pieds, où l'on faisait cuire les aliments sans bruit, sur un fourneau : on prétend que les huguenots de France pratiquaient cette cuisson en cachette pour éviter le scandale des jours de jeûne.
Les premiers autocuiseurs étaient appelés «  marmites à pression  ».

## Typologie
Les marmites peuvent être à fond plat ou convexe, à panse rectiligne ou galbée. Les grandes marmites peuvent atteindre une capacité de plusieurs dizaines de litres.
Les variantes sont le faitout et la cocotte.

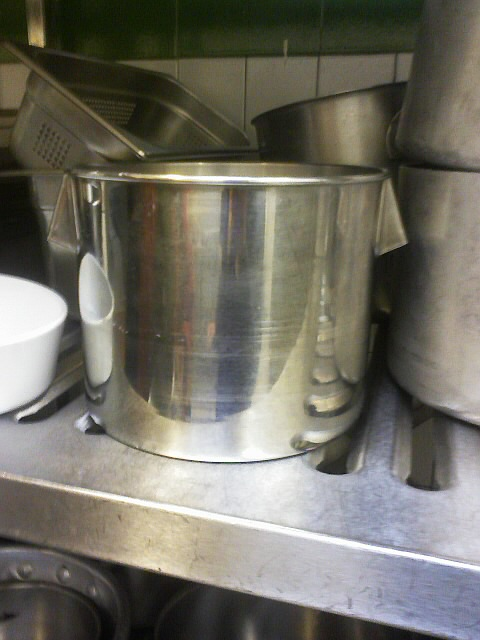
Un bahut

Une marmite en inox utilisée dans les cuisines professionnelles est appelée un bahut.

## Fabrication
Des marmites très populaires en Afrique sont fabriquées à partir d'aluminium, le plus souvent récupéré.

## Culture
La marmite est présente dans la série de bandes dessinées Astérix de René Goscinny et Albert Uderzo où Obélix est tombé dans une marmite de potion magique.